# Wittichenita
La wittichenita es un mineral de la clase de los minerales sulfuros. Fue descubierta en 1853 en Wittichen, en el estado de Baden-Wurtemberg (Alemania), siendo nombrada así por esta localidad.

## Características químicas
Es un solfuro anhidro de cobre y bismuto. Además de los elementos de su fórmula, suele llevar como impureza plata.

## Formación y yacimientos
Aparece en vetas de alteración hidrotermal junto con otros minerales del bismuto. También puede formarse en yacimientos de sulfuros de cobre-hierro, así como con minerales secundarios de uranio y seleniuros de plomo, de cobre y bismuto.
Suele encontrarse asociado a otros minerales como: bornita, calcosina, calcopirita, djurleíta, digenita, tennantita, pirita, stromeyerita, bismuto nativo, emplectita, rammelsbergita, calcita, aragonito, fluorita o barita.